# Gemini 3
Gemini 3 var den første bemandede mission i NASAs Geminiprogram. 23. marts 1965 opsendtes rumfartøjet Molly Brown, og udførte dermed den syvende bemandende amerikanske rumflyvning, og den syttende bemandede rumflyvning i alt (inkl. X-15-flyvninger over 100 km.). Det var i øvrigt den sidste bemandede flyvning der blev styret fra Cape Canaveral, efterfølgende missioner blev styret fra Manned Spacecraft Center i Houston, Texas.

## Besætning
| Rolle   | Astronaut                                 |
| ------- | ----------------------------------------- |
| Kaptajn | Virgil I. "Gus" Grissom Anden rumflyvning |
| Pilot   | John W. Young Første rumflyvning          |

### Backup-besætning
| Rolle   | Astronaut          |
| ------- | ------------------ |
| Kaptajn | Walter M. Schirra  |
| Pilot   | Thomas P. Stafford |

(Backup-besætningen var hovedbesætning på Gemini 6.)

### Oprindelig besætning
| Rolle   | Astronaut          |
| ------- | ------------------ |
| Kaptajn | Alan B. Shepard    |
| Pilot   | Thomas P. Stafford |

(Besætningen for Gemini 3 blev ændret, da Alan Shepard udviklede ménières sygdom, sidst i 1964)

### Support
- Roger B. Chaffee (Houston CAPCOM)
- L. Gordon Cooper (Cape CAPCOM)

## Missionsparametre
- Masse: 3.236,9 kg
- Periapsis: 161,2 km
- Apsis: 224,2 km
- Inklination: 32,6 grader
- Omløbstid: 88,3 min

## Første bemandede kredsløbsmanøvre
23. marts, 1965 kl. 15:57:00 UTC, ved afslutningen af det første kredsløb, over Corpus Christi, Texas affyredes Gemini-rumfartøjets styrermotorer, Orbit Attitude and Maneuvering System (OAMS) i 1 minut og 14 sekunder, som resulterede i en hastighedsnedsættelse på 15,5 m/s, hvilket var den første kredsløbsmanøvre udført i et bemandet rumfartøj. Kredsløbet ændredes ved denne manøvre fra 161,2 x 224,2 km, med en omløbstid på 88,3 minutter, til et kredsløb på 158 km x 169 km, med en omløbstid på 87,8 minutter.

## Missionsmål
Missionens primære mål var at teste manøvreringen af det nye Gemini-rumfartøj. I rummet affyrrede besætningen fartøjets styremotorer for at ændre fartøjets kredsløb, herunder ændre inklinationen en smule, samt at sænke kredsløbets højde.
Gemini 3 var også det første amerikanske rumfartøj, hvor der blev opsendt to mand sammen. Sovjetunionen havde tidligere den 12. oktober 1964 opsendt Voskhod 1 med tre mand ombord og den 18. marts 1965 samt Voskhod 2 med to mand om bord.
Gemini 3 var også det første amerikanske bemandede rumfartøj, der skulle foretage en nedstigning, hvor rumfartøjet var i stand til at ændre sit landingssted ved hjælp af rumfartøjets opdrift.

## Flyvning
Grissom, der ønskede at undgå, at gentage oplevelsen fra Mercury-Redstone 4, hvor rumfartøjet sank i havet efter landing, navngav sit fartøj 'Molly Brown', en spøgefuld reference til Broadway-musicallen 'The Unsinkable Molly Brown'. Ledelsen i NASA var imod denne navngivning, og bad ham ændre det, hvortil Grissom spurgte "Hvad så med 'Titanic'?" Ledelsen gav sig, og tillod, at Grissom kunne beholde navnet Molly Brown, men dette var sidste gang, at astronauterne fik lov til, at navngive et Gemini-rumfartøj.
Den eneste større hændelse i kredsløbsfasen af missionen, involverede en sandwich med corned beef (saltkød) som Young havde smuglet med ombord i lommen på sin rumdragt. (Dog nævner daværende rumflyvningsleder Deke Slayton i sin selvbiografi, at han havde givet Young tilladelse til, at medtage sandwichen.) Grissom fandt dette yderst morsomt, og udtalte senere at NASAs ledelse havde gjort det skarpt klart, at corned beef sandwiches ikke ville kunne medtages på fremtidige rumflyvninger, men at Youngs tilbud om en sandwich, var en af missionens højdepunkter for ham. Besætningen tog hver et par bidder af sandwichen, inden den igen blev gemt væk. Krummerne fra sandwichen kunne have haft skabt alvorlige problemer i rumfartøjets elektronik, og besætningen modtog en reprimande efter de var tilbage på jorden, og fremtidige besætninger blev advaret imod at udføre lignende stunts.
To mindre fejl skete under flyvningen, den første var et eksperiment af synergieffekten af vægtløshed på æg fra søpindsvin, hvor et håndtag, essentielt for eksperimentet, brækkede af. Den anden fejl involverede den fotografiske dækning af missionen, grundet en objektivfejl på 16 mm kameraet.
Yderligere bemærkede besætningen, at rumskibet udførte en let drejning på yaw-aksen, som nogen gange har været ment at være kædet sammen med problemet på Gemini 8, hvor en af styremotorene ikke kunne afbrydes, men det viste sig, at dette skyldtes en lækkende vandkedel.
Besætningen udførte deres første kredsløbsændring efter halvanden times flyvning. Styremotorne affyredes i 74 sekunder, og flyttede dem fra et kredsløb på 161,2 x 224,2 km til et næsten cirkulært kredsløb 158 x 169 km, med en hastighedsnedsættelse på 15,5 m/s. Styremotorerne affyredes 45 minutter senere, hvor kredsløbets inklination blev ændret med 0,02 grader. Styremotorerne blev affyret for sidste gang i tredje kredsløb, hvor kredsløbets periapsis blev sænket til 72 km, hvilket også betød, at selv hvis nedstigningsraketterne skulle have haft fejlet, kunne de stadig have landet.
Under nedstigningen ændrede orientering fra vertikal til horisontal efter at rumfartøjets faldskærme blev udløst. Ændringen var så pludselig, at Grissom knækkede sit visir på sin hjelm, da han stødte ind i kontrolpanelet. På daværende tidspunkt var visirerne udført i akryl, men blev udført i polycarbonat på alle følgende amerikanske rumflyvninger.
Rumfartøjet landede 84 kilometer fra det planlagte landingssted, da tests i vindtunnelen havde fejlforudsagt fartøjets evne til at kompensere for kursafvigelse. Da besætningen opdagede fejlen, besluttede de sig for at blive i rumfartøjet og ikke åbne fartøjets luge, før end afhentningsskibet ankom til landingsstedet. Besætningen tilbragte derfor ubehageligt halvanden time i rumfartøjet, der ikke var designet til at være en båd. Grundet uforudset røg fra styremotorerne besluttede besætningen sig for at afvige fra checklisten og beholde deres hjelme og visirer på i noget tid efter landingen. USS Intrepid afhentede rumfartøjet og besætningen. Det amerikanske forsvarsministerium bidrog med 10.185 mand, 126 luftfartøjer og 27 skibe som støtte til Gemini 3.

## Missionsemblem
Missionsemblet blev ikke båret som en lap på besætningens rumdragter, som den ellers gjorde på Gemini 5 og derefter. Missionsemblet for Gemini 3 blev designet og slået til en medaljon af guld-belagt sølv. Besætningen medbragte et antal af disse medaljoner i rummet, og gav dem efterfølgende bort til familie og venner. Missionsemblet blev ydermere også benyttet på forsiden af Grissoms bog GEMINI. Young blev set i sin rumdragt bærende missionsemblet som en påsyet lap, som blev lavet efter missionen.

## Rumfartøjets lokation
Rumfartøjet udstilles nu ved et mindesmærke for Grissom i Spring Mill State Park, lidt over tre kilometer øst for Grissoms hjemby, Mitchell, Indiana.